# Coupe du monde de combiné nordique 2008-2009
Navigation
2007–2008 2009–2010
| \| Kuusamo Trondheim Harrachov Ramsau am Dachstein Oberhof Schonach Val di Fiemme Vancouver Chaux-Neuve Seefeld in Tirol Klingenthal Lahti Vikersund \| Les sites des compétitions (manque Vancouver) |
| Kuusamo Trondheim Harrachov Ramsau am Dachstein Oberhof Schonach Val di Fiemme Vancouver Chaux-Neuve Seefeld in Tirol Klingenthal Lahti Vikersund                                                     |

La 26e édition de la coupe du monde de combiné nordique se déroule entre le 29 novembre 2008 et le 15 mars 2009.
Organisée par la Fédération internationale de ski, cette compétition débute fin novembre 2008 par des épreuves de gundersen organisées à Kuusamo (la station finlandaise ouvre la compétition depuis la saison 2002-2003). La Coupe du monde est interrompue à la fin du mois de février par les Championnats du monde de ski nordique 2009 organisés à Liberec (République tchèque). La saison est close en Norvège par des épreuves disputées à Vikersund.
Afin de simplifier le calendrier, la FIS modifie le format des courses individuelles. Toutes comprennent désormais un unique saut puis une épreuve de ski de fond de 10 km. Par ailleurs, au cas où les conditions météorologiques empêchent la réalisation de l'épreuve de saut, l'organisation prend en compte les mesures de sauts effectués la veille.

## Classements généraux
| Rang | Nom                 | Points |
| ---- | ------------------- | ------ |
| 1    | Anssi Koivuranta    | 1461   |
| 2    | Magnus Moan         | 1350   |
| 3    | Bill Demong         | 1160   |
| 4    | Björn Kircheisen    | 957    |
| 5    | Jason Lamy-Chappuis | 806    |
| 6    | Mario Stecher       | 630    |
| 7    | Jan Schmid          | 622    |
| 8    | Tino Edelmann       | 593    |
| 9    | Bernhard Gruber     | 524    |
| 10   | Pavel Churavý       | 498    |

| Rang | Pays               | Victoire(s) / Podium(s) | Points |
| ---- | ------------------ | ----------------------- | ------ |
| 1    | Allemagne          | 4/10                    | 3402   |
| 2    | Norvège            | 7/18                    | 3344   |
| 3    | Autriche           | 1/6                     | 2989   |
| 4    | Finlande           | 7/17                    | 2274   |
| 5    | États-Unis         | 5/12                    | 1807   |
| 6    | France             | 0/6                     | 1763   |
| 7    | Japon              | 0/1                     | 992    |
| 8    | République tchèque | 0/2                     | 868    |
| 9    | Suisse             | 0/0                     | 435    |
| 10   | Italie             | 0/0                     | 163    |

## Calendrier et podiums
| 1 — 2. Kuusamo (29 novembre 2008 - 30 novembre 2008)                          |                            |                                                                               |                                                                               |                                                                               |
| Date                                                                          | Épreuve                    | Vainqueur                                                                     | Deuxième                                                                      | Troisième                                                                     |
| 29 novembre 2008                                                              | Gundersen – HS142 / 10 km  | Ronny Ackermann                                                               | Janne Ryynaenen                                                               | Anssi Koivuranta                                                              |
| 30 novembre 2008                                                              | Gundersen – HS142 / 10 km  | Anssi Koivuranta                                                              | Janne Ryynaenen                                                               | Daito Takahashi                                                               |
| 3 — 4. Trondheim (6 décembre 2008 - 7 décembre 2008)                          |                            |                                                                               |                                                                               |                                                                               |
| Date                                                                          | Épreuve                    | Vainqueur                                                                     | Deuxième                                                                      | Troisième                                                                     |
| 6 décembre 2008                                                               | Gundersen – HS131 / 10 km  | Magnus Moan                                                                   | Jason Lamy-Chappuis                                                           | Anssi Koivuranta                                                              |
| 7 décembre 2008                                                               | Gundersen – HS131 / 10 km  | Anssi Koivuranta                                                              | Björn Kircheisen                                                              | Jason Lamy-Chappuis                                                           |
| 5 — 6. Harrachov (13 décembre 2008 - 14 décembre 2008)                        |                            |                                                                               |                                                                               |                                                                               |
| Date                                                                          | Épreuve                    | Vainqueur                                                                     | Deuxième                                                                      | Troisième                                                                     |
| 13 décembre 2008                                                              | Gundersen – HS100 / 10 km  | Épreuves annulées                                                             | Épreuves annulées                                                             | Épreuves annulées                                                             |
| 14 décembre 2008                                                              | Gundersen – HS100 / 10 km  | Épreuves annulées                                                             | Épreuves annulées                                                             | Épreuves annulées                                                             |
| 7 — 8. Ramsau (20 décembre 2008 - 21 décembre 2008)                           |                            |                                                                               |                                                                               |                                                                               |
| Date                                                                          | Épreuve                    | Vainqueur                                                                     | Deuxième                                                                      | Troisième                                                                     |
| 20 décembre 2008                                                              | Gundersen – HS98 / 10 km   | Bill Demong                                                                   | Björn Kircheisen                                                              | Jan Schmid                                                                    |
| 21 décembre 2008                                                              | Gundersen – HS98 / 10 km   | Björn Kircheisen                                                              | Bill Demong                                                                   | Jason Lamy-Chappuis                                                           |
| 9 — 10. Oberhof (27 décembre 2008 - 28 décembre 2008)                         |                            |                                                                               |                                                                               |                                                                               |
| Date                                                                          | Épreuve                    | Vainqueur                                                                     | Deuxième                                                                      | Troisième                                                                     |
| 27 décembre 2008                                                              | Gundersen – HS140 / 10 km  | Magnus Moan                                                                   | Todd Lodwick                                                                  | Anssi Koivuranta                                                              |
| 28 décembre 2008                                                              | Gundersen – HS140 / 10 km  | Anssi Koivuranta                                                              | Todd Lodwick                                                                  | Jason Lamy-Chappuis                                                           |
| 11 — 12. Schonach (Coupe de la Forêt-noire - 3 janvier 2009 - 4 janvier 2009) |                            |                                                                               |                                                                               |                                                                               |
| Date                                                                          | Épreuve                    | Vainqueur                                                                     | Deuxième                                                                      | Troisième                                                                     |
| 3 janvier 2009                                                                | Équipe – HS96 / 4x5 km     | Allemagne- Georg Hettich - Eric Frenzel - Björn Kircheisen - Tino Edelmann    | Norvège- Jan Schmid - Petter Tande - Håvard Klemetsen - Magnus Moan           | Autriche- Lukas Klapfer - Bernhard Gruber - Wilhelm Denifl - Mario Stecher    |
| 4 janvier 2009                                                                | Gundersen – HS96 / 10 km   | Anssi Koivuranta                                                              | Bill Demong                                                                   | Björn Kircheisen                                                              |
| 13 — 14. Val di Fiemme (10 janvier 2009 - 4 janvier 2009)                     |                            |                                                                               |                                                                               |                                                                               |
| Date                                                                          | Épreuve                    | Vainqueur                                                                     | Deuxième                                                                      | Troisième                                                                     |
| 10 janvier 2009                                                               | Mass Start – HS134 / 10 km | Björn Kircheisen                                                              | Bernhard Gruber                                                               | Jan Schmid                                                                    |
| 11 janvier 2009                                                               | Gundersen – HS134 / 10 km  | Magnus Moan                                                                   | Jan Schmid                                                                    | Pavel Churavý                                                                 |
| 15 — 16. Vancouver (16 janvier 2009 - 17 janvier 2009)                        |                            |                                                                               |                                                                               |                                                                               |
| Date                                                                          | Épreuve                    | Vainqueur                                                                     | Deuxième                                                                      | Troisième                                                                     |
| 16 janvier 2009                                                               | Gundersen – HS140 / 10 km  | Bill Demong                                                                   | Anssi Koivuranta                                                              | Björn Kircheisen                                                              |
| 17 janvier 2009                                                               | Gundersen – HS140 / 10 km  | Magnus Moan                                                                   | Björn Kircheisen                                                              | Bill Demong                                                                   |
| 17 — 18. Chaux-Neuve (31 janvier 2009 - 1er février 2009)                     |                            |                                                                               |                                                                               |                                                                               |
| Date                                                                          | Épreuve                    | Vainqueur                                                                     | Deuxième                                                                      | Troisième                                                                     |
| 31 janvier 2009                                                               | Gundersen – HS100 / 10 km  | Magnus Moan                                                                   | Anssi Koivuranta                                                              | Björn Kircheisen                                                              |
| 1er février 2009                                                              | Gundersen – HS100 / 10 km  | Anssi Koivuranta                                                              | Christoph Bieler                                                              | Magnus Moan                                                                   |
| 19 — 20. Seefeld (7 février 2009 - 8 février 2009)                            |                            |                                                                               |                                                                               |                                                                               |
| Date                                                                          | Épreuve                    | Vainqueur                                                                     | Deuxième                                                                      | Troisième                                                                     |
| 7 février 2009                                                                | Gundersen – HS100 / 10 km  | Mario Stecher                                                                 | Lukas Klapfer                                                                 | Jan Schmid                                                                    |
| 8 février 2009                                                                | Gundersen – HS100 / 10 km  | Magnus Moan                                                                   | Mario Stecher                                                                 | Anssi Koivuranta                                                              |
| 21 — 22. Klingenthal (14 février 2009 - 15 février 2009)                      |                            |                                                                               |                                                                               |                                                                               |
| Date                                                                          | Épreuve                    | Vainqueur                                                                     | Deuxième                                                                      | Troisième                                                                     |
| 14 février 2009                                                               | Gundersen – HS140 / 10 km  | Anssi Koivuranta                                                              | Magnus Moan                                                                   | Jan Schmid                                                                    |
| 15 février 2009                                                               | Gundersen – HS140 / 10 km  | Bill Demong                                                                   | Jason Lamy-Chappuis                                                           | Pavel Churavý                                                                 |
| Championnats du monde 2009 à Liberec (18 février 2009 - 1er mars 2009)        |                            |                                                                               |                                                                               |                                                                               |
| 20 février 2009 28 février 2009                                               | 4 épreuves                 | Les épreuves des Championnats du monde ne comptent pas pour la Coupe du monde | Les épreuves des Championnats du monde ne comptent pas pour la Coupe du monde | Les épreuves des Championnats du monde ne comptent pas pour la Coupe du monde |
| 23 — 24. Lahti (6 mars 2009 - 7 mars 2009)                                    |                            |                                                                               |                                                                               |                                                                               |
| Date                                                                          | Épreuve                    | Vainqueur                                                                     | Deuxième                                                                      | Troisième                                                                     |
| 6 février 2009                                                                | Gundersen – HS130 / 10 km  | Bill Demong                                                                   | Anssi Koivuranta                                                              | Jason Lamy-Chappuis                                                           |
| 7 mars 2009                                                                   | Gundersen – HS130 / 10 km  | Magnus Moan                                                                   | Anssi Koivuranta                                                              | Bill Demong                                                                   |
| 25 — 26. Vikersund (14 mars 2009 - 15 mars 2009)                              |                            |                                                                               |                                                                               |                                                                               |
| Date                                                                          | Épreuve                    | Vainqueur                                                                     | Deuxième                                                                      | Troisième                                                                     |
| 14 mars 2009                                                                  | Gundersen – HS117 / 10 km  | Anssi Koivuranta                                                              | Bill Demong                                                                   | Magnus Moan                                                                   |
| 15 mars 2009                                                                  | Gundersen – HS117 / 10 km  | Bill Demong                                                                   | Petter Tande                                                                  | Mikko Kokslien                                                                |

## Bilan

### Chiffres télévisuels
La chaîne télévisuelle la plus regardée durant cette Coupe du monde 2008-2009 fut la chaîne allemande ZDF avec une audience cumulée de 49 millions de téléspectateurs. En revanche, en termes de part d'audience, c'est la chaîne norvégienne NRK qui a atteint près de 45,5 % de part d'audience en Norvège.
L'épreuve la plus suivie dans un pays donnée fut l'épreuve du saut à Val di Fiemme le 10 janvier 2009 où la chaîne allemande ZDF atteint 4,87 millions de téléspectateurs.

### Nombre de spectateurs
Sur l'ensemble des épreuves, ce sont près de 100 000 spectateurs qui se sont déplacés sur les épreuves.

### Total des gains
Sur l'ensemble de la saison, le total des gains (hors sponsors) est dominé par le Finlandais Anssi Koivuranta avec un total de gains de 129 850 francs suisses suivi de Magnus Moan et Bill Demong. 1 € = 1,526123 CHE
| Rang | Nom              | Total des gains      |
| ---- | ---------------- | -------------------- |
| 1    | Anssi Koivuranta | 129 850 CHF 85 084 € |
| 2    | Magnus Moan      | 116 700 CHF 76 468 € |
| 3    | Bill Demong      | 97 250 CHF 63 723 €  |